# Saint-Germain-de-Montbron
Pour les articles homonymes, voir Saint-Germain.
Saint-Germain-de-Montbron (Sent German de Montberol en occitan) est une commune du Sud-Ouest de la France, située dans le département de la Charente (région Nouvelle-Aquitaine).
Ses habitants sont les Saint-Germanois et les Saint-Germanoises.

## Géographie

### Localisation et accès
La commune de Saint-Germain-de-Montbron est une commune située à 21 km à l'est d'Angoulême, située dans la vallée du Bandiat entre Chazelles et Marthon.
Le bourg de Saint-Germain est aussi à 2,5 km à l'ouest de Marthon, 8 km au sud-ouest de Montbron, le chef-lieu de son canton (d'où le nom de la commune), 13 km au sud de La Rochefoucauld et 22 km au nord-ouest de Nontron.
La route principale de la commune est la route d'Angoulême à Nontron (D 4), qui passe sur la rive gauche du Bandiat et traverse la commune d'est en ouest. Le bourg, située sur la rive droite, est sur la route de Marthon à Chazelles et La Rochefoucauld (D 33), qui lui est parallèle.
La commune est aussi traversée par des routes départementales de moindre importance. À l'ouest, la D 109 va au nord vers Vilhonneur et Saint-Sornin, au sud vers Grassac, et la D 108 qui traverse le bourg et la vallée, et va du sud-ouest au nord-est de Sers et Vouzan à Vouthon et Montbron.
La commune était traversée autrefois par la voie ferrée d'Angoulême à Nontron et Thiviers. Celle-ci longeait le Bandiat et la D 4. Abandonnée dans les années 1950, puis vers 1980 (seul restait le dernier tronçon qui reliait Marthon et sa scierie), elle est aujourd'hui (depuis 2008) aménagée en piste cyclable.

### Hameaux et lieux-dits
La commune comporte de nombreux hameaux importants, surtout localisés près du Bandiat, comme Pont-Sec, Rochepine, Birac, la Brousse, mais aussi d'autres situés dans les bois au nord comme Tourtazeau, Mas de Baud, et les Chaillats.

### Communes limitrophes
|           | Moulins-sur-Tardoire      | Vouthon |
| Chazelles | Saint-Germain-de-Montbron | Marthon |
| Vouzan    | Grassac                   |         |

### Géologie et relief
Sur la quasi-totalité de la commune, le terrain est calcaire et date du Jurassique moyen (Bajocien à Callovien). Les flancs de la vallée du Bandiat sont recouverts par endroits par des colluvions, sables argileux, tandis que le fond est occupé par des alluvions (sable et galets) datant du quaternaire (Pléistocène),,.
Le Bandiat entre dans le karst de la Rochefoucauld, dans lequel il s'infiltre peu à peu le long de son trajet par des pertes ou des gouffres. Sur la commune le Bandiat est encore rarement à sec en été, et on n'observe pas de perte sur la commune.
La vallée fait environ 500 m de large, et elle est à 100 m d'altitude. Elle n'est pas très encaissée et les plateaux alentour ne sont qu'à environ 130 m d'altitude. Le territoire de la commune est assez boisé en dehors de la vallée, et la végétation de sol karstique se compose principalement de chênes.
Le bourg, pentu, est situé sur le versant nord de la vallée, et s'étage entre 105 et 135 m d'altitude. Le point culminant de la commune (182 m) est situé au nord-est sur la route de Vouthon (D 108), à l'est du lieu-dit le Poteau, en limite avec Marthon.

### Hydrographie

#### Réseau hydrographique

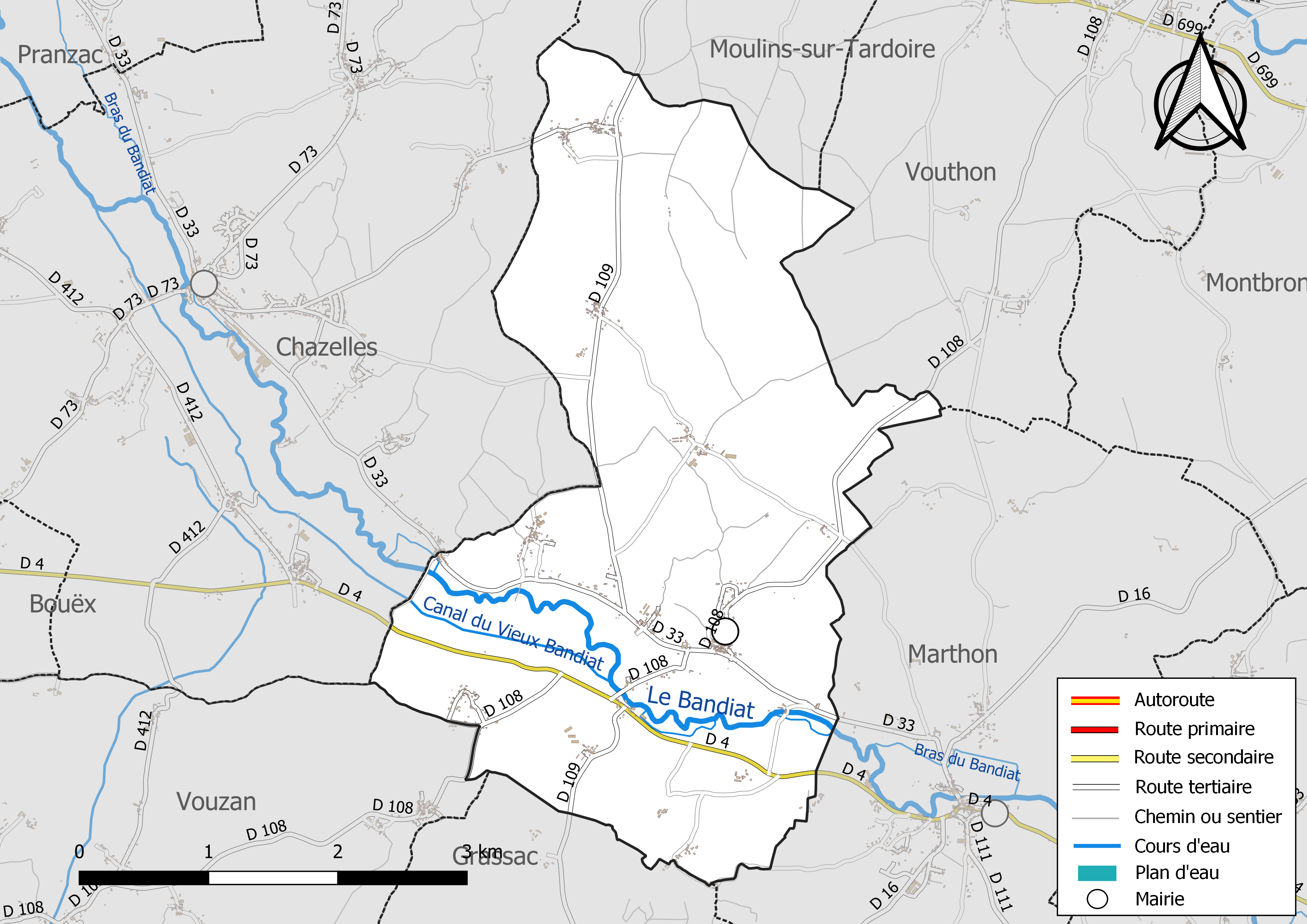
Réseaux hydrographique et routier de Saint-Germain-de-Montbron.

La commune est située dans le bassin versant de la Charente au sein du Bassin Adour-Garonne. Elle est drainée par le Bandiat, Canal du Vieux Bandiat, qui constituent un réseau hydrographique de 8 km de longueur totale,.
Le Bandiat fait tourner deux moulins sur la commune, Pont-Sec et celui de la Chaume. Le moulin de la Chaume est un moulin qui produit de l'huile à partir des noix de la région. En effet, le terrain calcaire est propice à la culture des noyers, qui est traditionnelle de part et d'autre du Bandiat jusqu'à Bunzac.
Toutefois, il n'y a aucun cours d'eau sur la commune à part le Bandiat, malgré de nombreuses petites vallées affluentes.

#### Gestion des eaux
Le territoire communal est couvert par le schéma d'aménagement et de gestion des eaux (SAGE) « Charente ». Ce document de planification, dont le territoire correspond au bassin de la Charente, d'une superficie de 9 300 km2, a été approuvé le 19 novembre 2019. La structure porteuse de l'élaboration et de la mise en œuvre est l'établissement public territorial de bassin Charente. Il définit sur son territoire les objectifs généraux d’utilisation, de mise en valeur et de protection quantitative et qualitative des ressources en eau superficielle et souterraine, en respect des objectifs de qualité définis dans le troisième SDAGE  du Bassin Adour-Garonne qui couvre la période 2022-2027, approuvé le 10 mars 2022.

### Climat
Comme dans les trois quarts sud et ouest du département, le climat est océanique aquitain.

## Urbanisme

### Typologie
Au 1er janvier 2024, Saint-Germain-de-Montbron est catégorisée commune rurale à habitat dispersé, selon la nouvelle grille communale de densité à 7 niveaux définie par l'Insee en 2022.
Elle est située hors unité urbaine. Par ailleurs la commune fait partie de l'aire d'attraction d'Angoulême, dont elle est une commune de la couronne,. Cette aire, qui regroupe 94 communes, est catégorisée dans les aires de 50 000 à moins de 200 000 habitants,.

### Occupation des sols
L'occupation des sols de la commune, telle qu'elle ressort de la base de données européenne d’occupation biophysique des sols Corine Land Cover (CLC), est marquée par l'importance des territoires agricoles (60,1 % en 2018), en augmentation par rapport à 1990 (57,4 %). La répartition détaillée en 2018 est la suivante : 
forêts (39,9 %), zones agricoles hétérogènes (33,7 %), terres arables (15,7 %), prairies (10,6 %). L'évolution de l’occupation des sols de la commune et de ses infrastructures peut être observée sur les différentes représentations cartographiques du territoire : la carte de Cassini (XVIIIe siècle), la carte d'état-major (1820-1866) et les cartes ou photos aériennes de l'IGN pour la période actuelle (1950 à aujourd'hui).

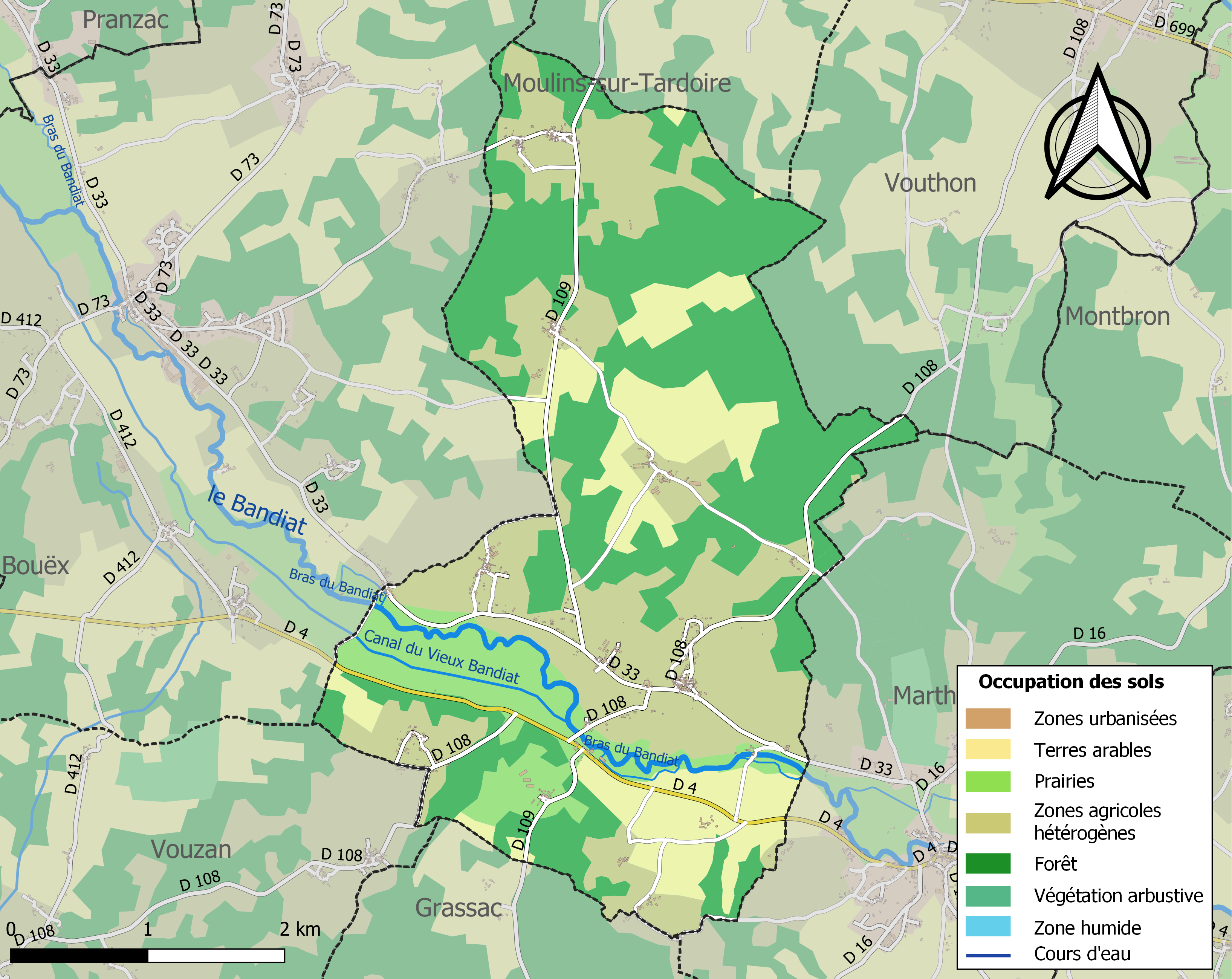
Carte des infrastructures et de l'occupation des sols de la commune en 2018 (CLC).

### Risques majeurs
Le territoire de la commune de Saint-Germain-de-Montbron est vulnérable à différents aléas naturels : météorologiques (tempête, orage, neige, grand froid, canicule ou sécheresse), mouvements de terrains et séisme (sismicité faible). Un site publié par le BRGM permet d'évaluer simplement et rapidement les risques d'un bien localisé soit par son adresse soit par le numéro de sa parcelle.

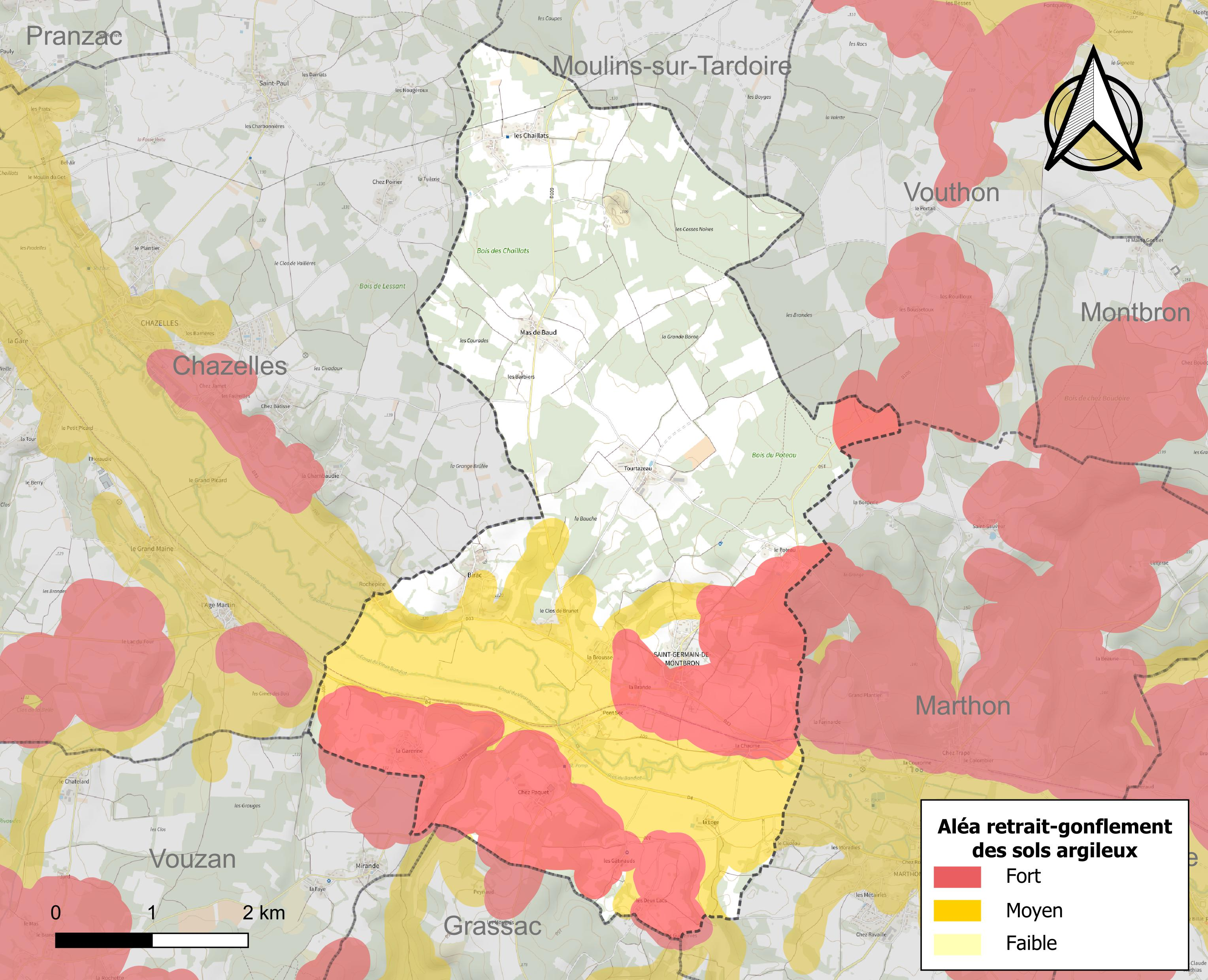
Carte des zones d'aléa retrait-gonflement des sols argileux de Saint-Germain-de-Montbron.

Les mouvements de terrains susceptibles de se produire sur la commune sont des affaissements et effondrements liés aux cavités souterraines (hors mines). Par ailleurs, afin de mieux appréhender le risque d’affaissement de terrain, l'inventaire national des cavités souterraines permet de localiser celles situées sur la commune.
Le retrait-gonflement des sols argileux est susceptible d'engendrer des dommages importants aux bâtiments en cas d’alternance de périodes de sécheresse et de pluie. 44,8 % de la superficie communale est en aléa moyen ou fort (67,4 % au niveau départemental et 48,5 % au niveau national). Sur les 286 bâtiments dénombrés sur la commune en 2019,  166 sont en aléa moyen ou fort, soit 58 %, à comparer aux 81 % au niveau départemental et 54 % au niveau national. Une cartographie de l'exposition du territoire national au retrait gonflement des sols argileux est disponible sur le site du BRGM,.
Par ailleurs, afin de mieux appréhender le risque d’affaissement de terrain, l'inventaire national des cavités souterraines permet de localiser celles situées sur la commune.
La commune a été reconnue en état de catastrophe naturelle au titre des dommages causés par les inondations et coulées de boue survenues en 1982, 1983, 1993, 1999 et 2009. Concernant les mouvements de terrains, la commune a été reconnue en état de catastrophe naturelle au titre des dommages causés par la sécheresse en 2005 et 2011 et par des mouvements de terrain en 1999.

## Toponymie
Le nom de la commune est attesté sous la forme ancienne Sanctus Germanus de Bandeaco (Saint-Germain-du-Bandiat, non datée, Moyen Âge).
Saint Germain était évêque gaulois d'Auxerre, mort en 448,.
La paroisse était également parfois connue au XVIIe siècle sous le nom de Saint-Germain de Marthon,.
La commune a été créée Saint-Germain en 1793.
En 1956, elle est devenue Saint-Germain-de-Montbron, en même temps que Saint-Germain dans le canton de Confolens-Sud s'est appelée Saint-Germain-de-Confolens pour éviter la confusion.

### Dialecte
La commune est dans la partie occitane de la Charente qui en occupe le tiers oriental, et le dialecte est limousin. Elle se nomme Sent German de Montberol en occitan.

## Histoire
Au village de Rochepine s'élevait un petit logis qui était le siège d'un fief peu important, qui a appartenu à la fin du XVIe siècle à la famille Béchade, puis à plusieurs propriétaires. À la Révolution, les dames Lhuillier, filles de François Lhuillier, écuyer et seigneur de ce fief, n'ayant pas émigré, purent conserver leurs propriétés.
En 1849, le curé du lieu fut condamné aux travaux forcés à perpétuité pour le meurtre de sa servante.  Il mourut quelques années plus tard à Cayenne.  Ce fait divers est décrit en détail dans un livre de Marie-Bernadette Dupuy intitulé : "Les amants du presbytère" et le procès dans un épisode des Procès témoins de leur temps diffusé en 1979 sur Antenne 2.
Pendant la première moitié du XXe siècle, la commune était desservie par ligne d'Angoulême à Nontron et Thiviers qui longeait la vallée du Bandiat.
Au début du XXe siècle, l'industrie était représentée par l'important moulin de Pont-Sec sur le Bandiat, ainsi qu'une carrière de pierre de taille.

## Administration

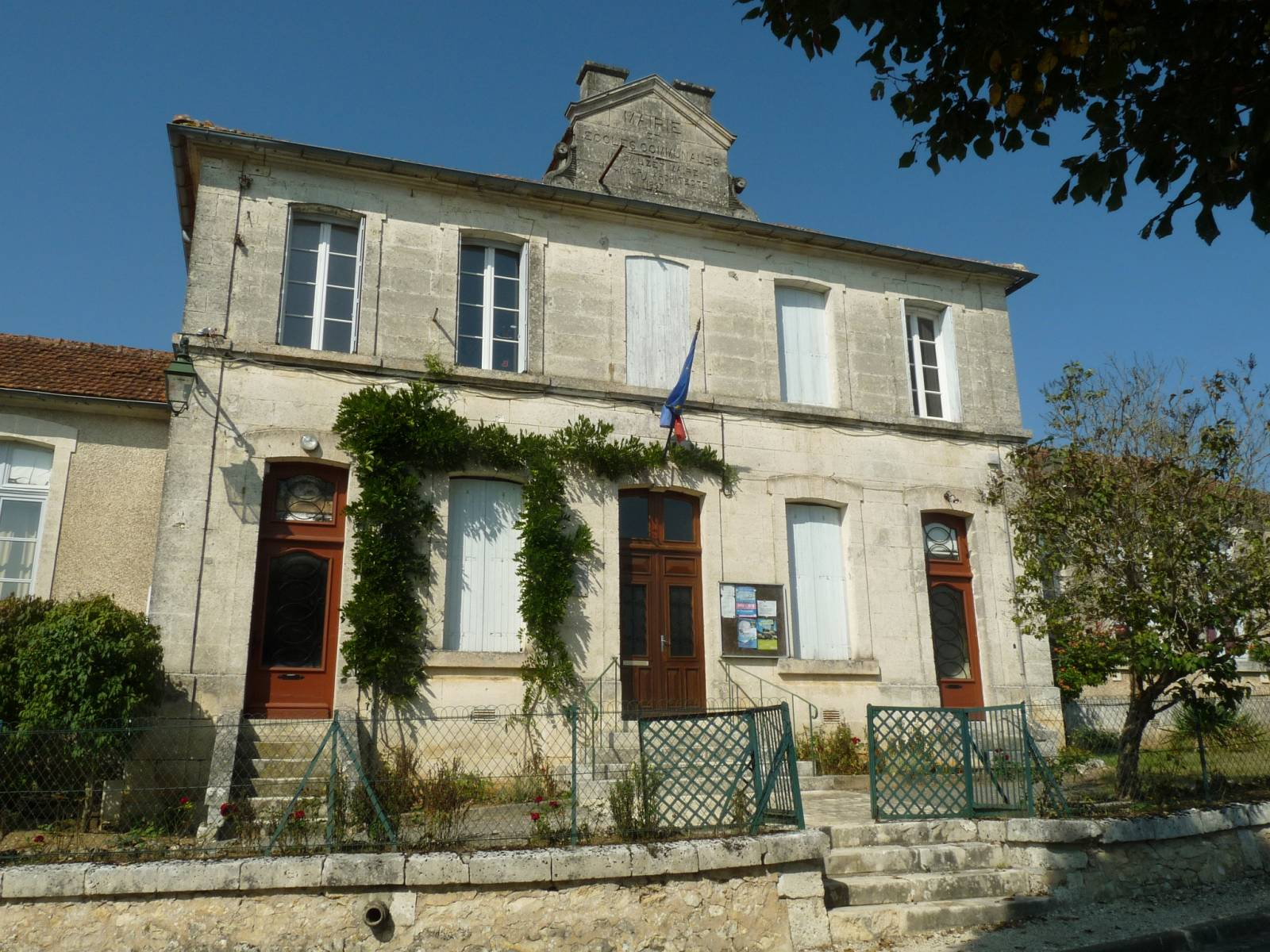
La mairie.

| Période                                  | Période  | Identité         | Étiquette | Qualité         |
| ---------------------------------------- | -------- | ---------------- | --------- | --------------- |
| Les données manquantes sont à compléter. |          |                  |           |                 |
| 1998                                     | 2014     | Monique Frodeau  | SE        | sans profession |
| 2014                                     | En cours | Danielle Combeau | SE        |                 |

## Démographie

### Évolution démographique
L'évolution du nombre d'habitants est connue à travers les recensements de la population effectués dans la commune depuis 1793. Pour les communes de moins de 10 000 habitants, une enquête de recensement portant sur toute la population est réalisée tous les cinq ans, les populations de référence des années intermédiaires étant quant à elles estimées par interpolation ou extrapolation. Pour la commune, le premier recensement exhaustif entrant dans le cadre du nouveau dispositif a été réalisé en 2007.

En 2022, la commune comptait 488 habitants, en évolution de −0,61 % par rapport à 2016 (Charente : −0,48 %, France hors Mayotte : +2,11 %).
| 1793 | 1800 | 1806 | 1821 | 1831 | 1841 | 1846 | 1851 | 1856 |
| ---- | ---- | ---- | ---- | ---- | ---- | ---- | ---- | ---- |
| 665  | 718  | 686  | 648  | 720  | 678  | 714  | 724  | 725  |

| 1861 | 1866 | 1872 | 1876 | 1881 | 1886 | 1891 | 1896 | 1901 |
| ---- | ---- | ---- | ---- | ---- | ---- | ---- | ---- | ---- |
| 658  | 662  | 580  | 619  | 608  | 637  | 603  | 552  | 522  |

| 1906 | 1911 | 1921 | 1926 | 1931 | 1936 | 1946 | 1954 | 1962 |
| ---- | ---- | ---- | ---- | ---- | ---- | ---- | ---- | ---- |
| 521  | 509  | 524  | 521  | 530  | 530  | 527  | 487  | 458  |

| 1968 | 1975 | 1982 | 1990 | 1999 | 2006 | 2007 | 2012 | 2017 |
| ---- | ---- | ---- | ---- | ---- | ---- | ---- | ---- | ---- |
| 445  | 456  | 458  | 436  | 434  | 460  | 464  | 505  | 477  |

| 2022 | - | - | - | - | - | - | - | - |
| ---- | - | - | - | - | - | - | - | - |
| 488  | - | - | - | - | - | - | - | - |

### Pyramide des âges
La population de la commune est relativement âgée.
En 2018, le taux de personnes d'un âge inférieur à 30 ans s'élève à 24,8 %, soit en dessous de la moyenne départementale (30,2 %). À l'inverse, le taux de personnes d'âge supérieur à 60 ans est de 31,1 % la même année, alors qu'il est de 32,3 % au niveau départemental.
En 2018, la commune comptait 246 hommes pour 229 femmes, soit un taux de 51,79 % d'hommes, largement supérieur au taux départemental (48,41 %).
Les pyramides des âges de la commune et du département s'établissent comme suit.
| Hommes | Classe d’âge | Femmes |
| ------ | ------------ | ------ |
| 0,8    | 90 ou +      | 0,4    |
| 11,5   | 75-89 ans    | 12,4   |
| 18,9   | 60-74 ans    | 18,1   |
| 19,6   | 45-59 ans    | 24,9   |
| 21,7   | 30-44 ans    | 22,3   |
| 8,5    | 15-29 ans    | 9,6    |
| 19,1   | 0-14 ans     | 12,3   |

| Hommes | Classe d’âge | Femmes |
| ------ | ------------ | ------ |
| 1      | 90 ou +      | 2,7    |
| 9,2    | 75-89 ans    | 12     |
| 20,6   | 60-74 ans    | 21,3   |
| 20,7   | 45-59 ans    | 20,3   |
| 16,8   | 30-44 ans    | 16     |
| 15,6   | 15-29 ans    | 13,4   |
| 16,1   | 0-14 ans     | 14,3   |

## Économie

### Agriculture
La viticulture occupe une petite partie de l'activité agricole. La commune est située dans les Bons Bois, dans la zone d'appellation d'origine contrôlée du cognac.

### Industrie
- Carrière de pierre de taille située au nord de la commune.
- Moulin à huile de la Chaume.

## Équipements, services et vie locale

### Enseignement
L'école est un RPI entre Feuillade et Saint-Germain, qui accueillent chacune une école élémentaire. L'école, située en haut du bourg, comporte une classe unique. Le secteur du collège est Montbron.

## Lieux et monuments
L'église paroissiale Saint-Germain est une église romane datant du XIIe siècle. Sa nef a été élargie. Elle est inscrite aux monuments historiques depuis 1965.
L'église renferme un tombeau en pierre du XIIIe siècle classé monument historique au titre objet depuis 1933, ainsi qu'un tabernacle en bois doré et polychrome du XVIIe siècle comportant des scènes bibliques (Christ en croix, saint Jean-Baptiste, saint Denis, saint Germain), classé depuis 2003.

Église Saint-Germain
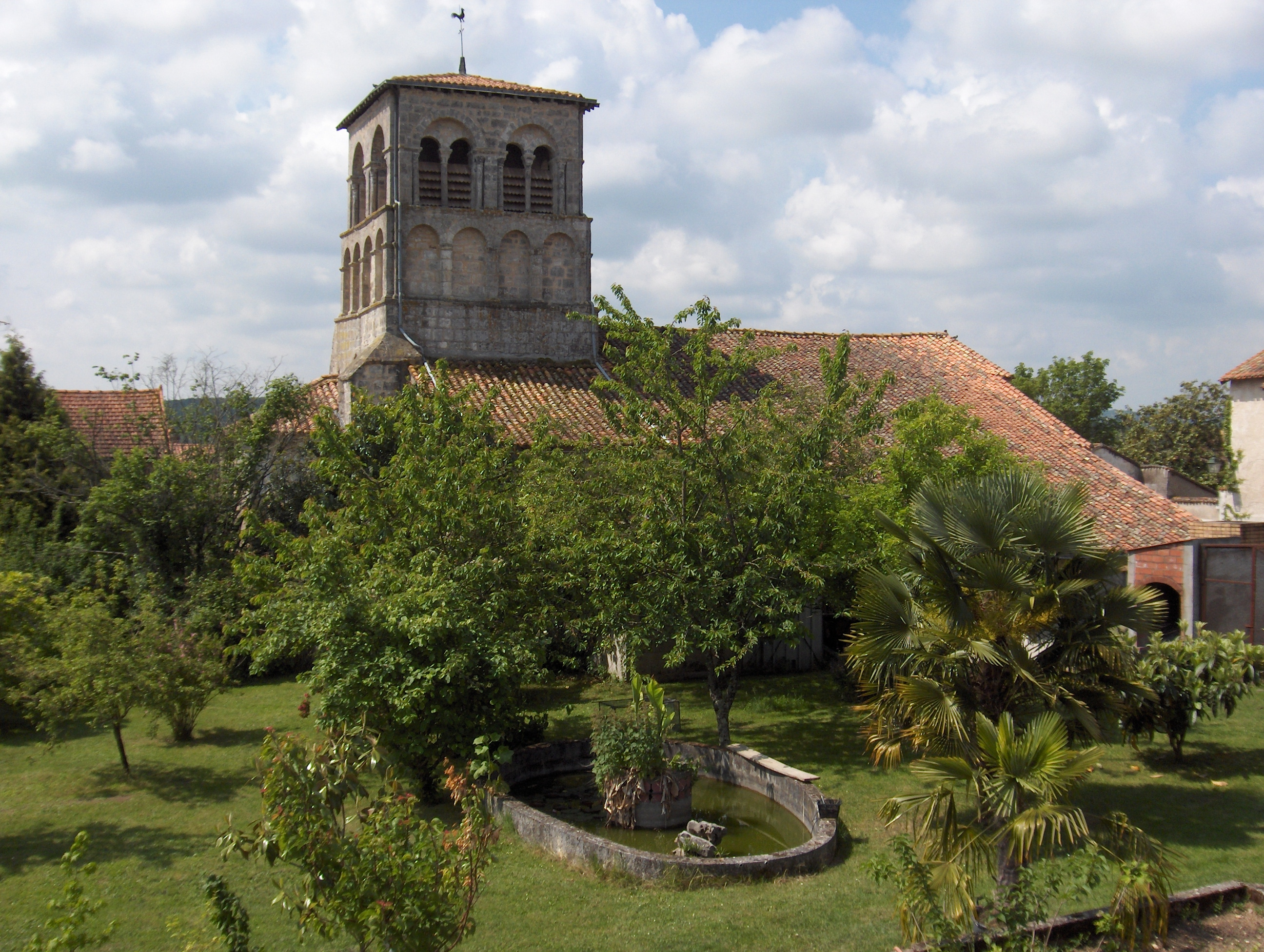
Vue du nord-est
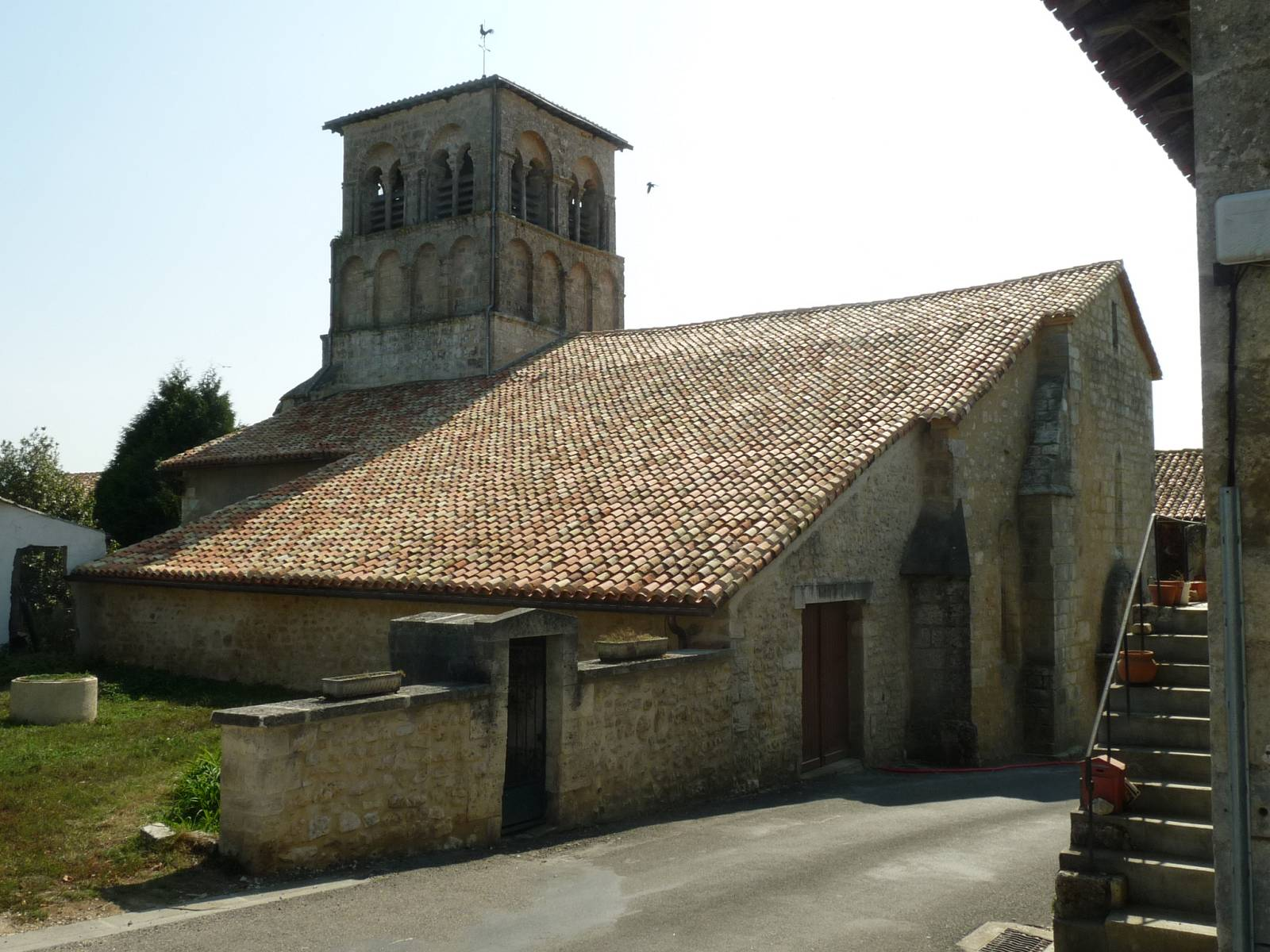
Vue du nord-ouest.
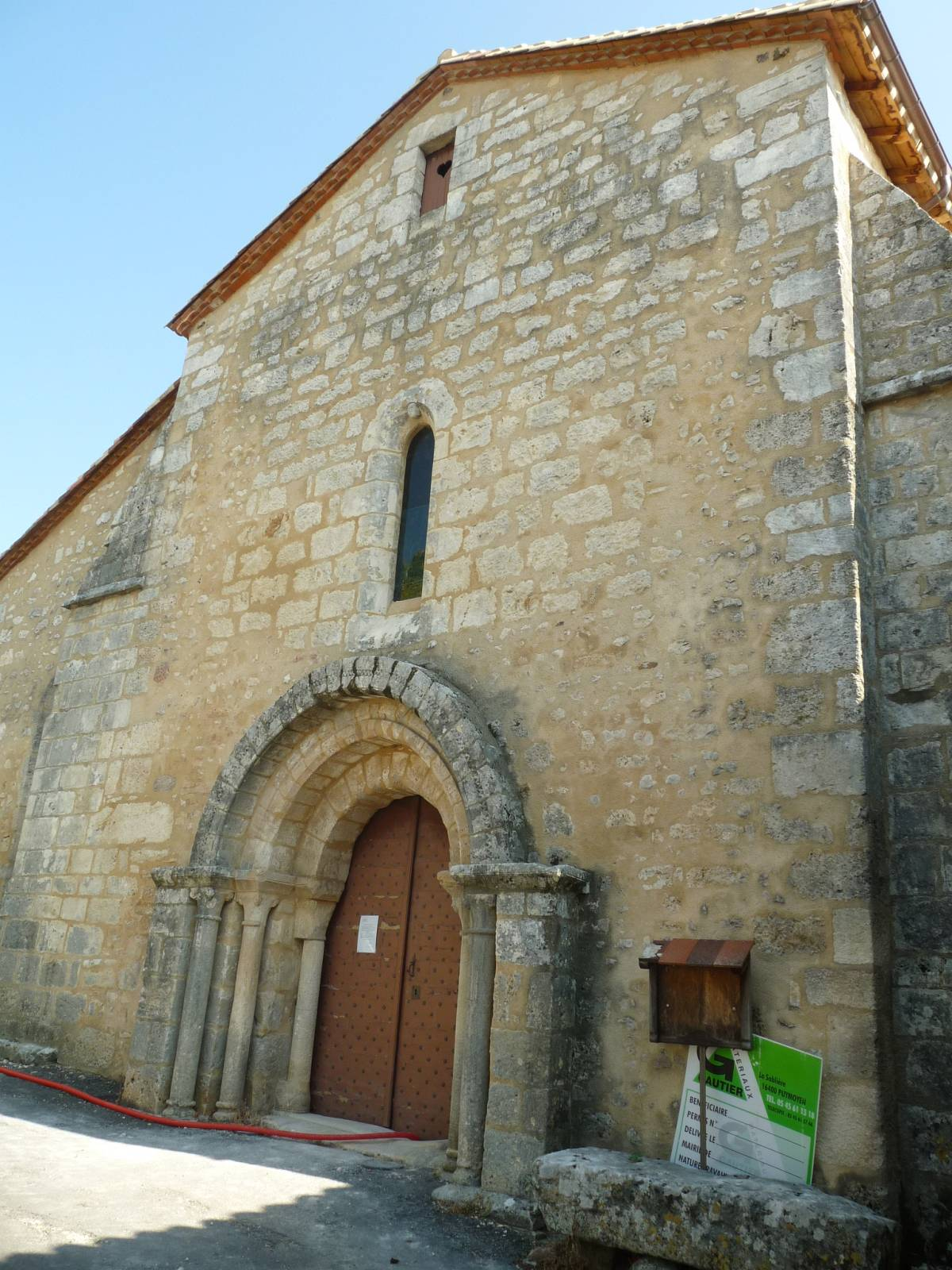
Le portail.

Le presbytère est une maison à balet typique du Sud-Ouest.
La fontaine[Où ?], dédiée à saint Antoine, favorisait les mariages si on venait y jeter des épingles ou bien les piquer.

## Personnalités liées à la commune
- Raymond Aupy est bien connu pour ses diverses activités associatives (Jardiniers de France notamment).